# Tepelná smrt vesmíru

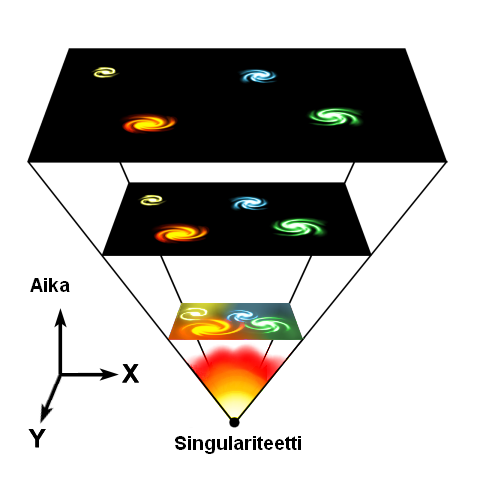
Ukázka tepelné smrti vesmíru

Tepelná smrt vesmíru je označení pro takový stav vývoje vesmíru, ve kterém zvyšování entropie podle druhého termodynamického zákona zapříčinilo vyčerpání veškeré využitelné energie do odpadního tepla. V takovém prostředí by zřejmě nemohl existovat život. Je důležité si však uvědomit, že stav tepelné smrti vesmíru platí pouze v případě, že je vesmír uzavřeným systémem. Stav tepelné smrti by rovněž netrval nekonečně dlouhé období.
Na přelomu devatenáctého a dvacátého století byl tento vývoj zvažován jako protipříklad k pojetí statického vesmíru, který předpokládal, že náš vesmír existoval ve stejné podobě po nekonečnou dobu. Podle druhého zákona termodynamiky by pak již v tuto chvíli musel být „mrtvý“. Se vznikem a všeobecným přijetím teorie Velkého třesku tato potíž zmizela - vesmír zatím neměl dost času, aby dospěl k termodynamické rovnováze a pravděpodobně se tak stane v následujících miliardách let.
Současné rozšířené kosmologické modely s tímto vývojem tedy vesměs počítají. Mezi další, méně pravděpodobné,[zdroj?] varianty patří teorie velkého křachu, která předpovídá, že se roztahování vesmíru zpomalí, zastaví a přejde ve smršťování. V takovém modelu by na tepelnou smrt vesmíru nebylo dost času.